# Najeżkowate
Najeżkowate, rybojeżowate (Diodontidae) – rodzina morskich ryb doskonałokostnych z rzędu rozdymkokształtnych, obejmująca 18 gatunków współcześnie żyjących. Ich ciało zawiera silnie trującą tetrodotoksynę. W Polsce obowiązuje zakaz wprowadzania najeżkowatych do obrotu.

## Występowanie
Ocean Atlantycki, Ocean Indyjski i Ocean Spokojny.

## Cechy charakterystyczne
- ciało owalne, niemal okrągłe w przekroju, pokryte ostrymi kolcami, co je odróżnia od rozdymkowatych
- wystraszone lub zaatakowane potrafią zwiększyć rozmiary ciała poprzez napompowanie wodą lub powietrzem
- słabo rozwinięte płetwy
- żywią się bezkręgowcami

## Klasyfikacja
Rodzaje zaliczane do tej rodziny:
Allomycterus  – Chilomycterus – Cyclichthys – Dicotylichthys – Diodon – Lophodiodon – Tragulichthys
Rodzajem typowym jest Diodon.